# Diofant (general)
Diofant (en llatí: Diophantus, en grec antic: Διόφαντος), fill d'Asclepiòdor de Sinope, va ser un general al servei de Mitridates VI Eupator del Pont. Diofant va participar en les campanyes de Mitridates al Regne del Bòsfor i en altres llocs al voltant de la mar Negra, encara que la seva cronologia es discuteix. Una inscripció trobada durant les excavacions al Quersonès glorifica Diophantus com «el primer invasor estranger que va derrotar els escites».
Durant la seva primera expedició a Crimea, va fer aixecar el setge del Quersonès al rei escita Palacus i va sotmetre als seus aliats, els tauri. Va acabar aquesta campanya amb l'establiment de Neàpolis Escita (prop de la moderna Simferòpol) que era el centre del domini tribal de Palacus. Durant la segona campanya, Diofant va aturar una altra invasió dels escites, que havien unit les seves forces amb els roxolans sota un cap de nom Tasi. En algun moment durant aquestes campanyes va establir un baluard a Eupatorium a la costa oriental del Crimea.
Al voltant del 107 aC, Mitridates va enviar a Diofant a Panticapea amb la tasca de persuadir al rei del Bòsfor Parisades V de cedir el seu regne a Mitridates. Mentre que era a la ciutat, els escites, dirigits per un tal Saumac, es van revoltar i van matar Parisades, mentre que Diofant amb prou feines aconseguia escapar-se a Quersonesos. De retorn al Pont, Diofant va reunir les seves forces i va navegar cap a Crimea amb una gran flota. La revolta escita va ser sufocada i el regne del Bòsfor va quedar reduït a dependència del Pont.